# Tempodrom

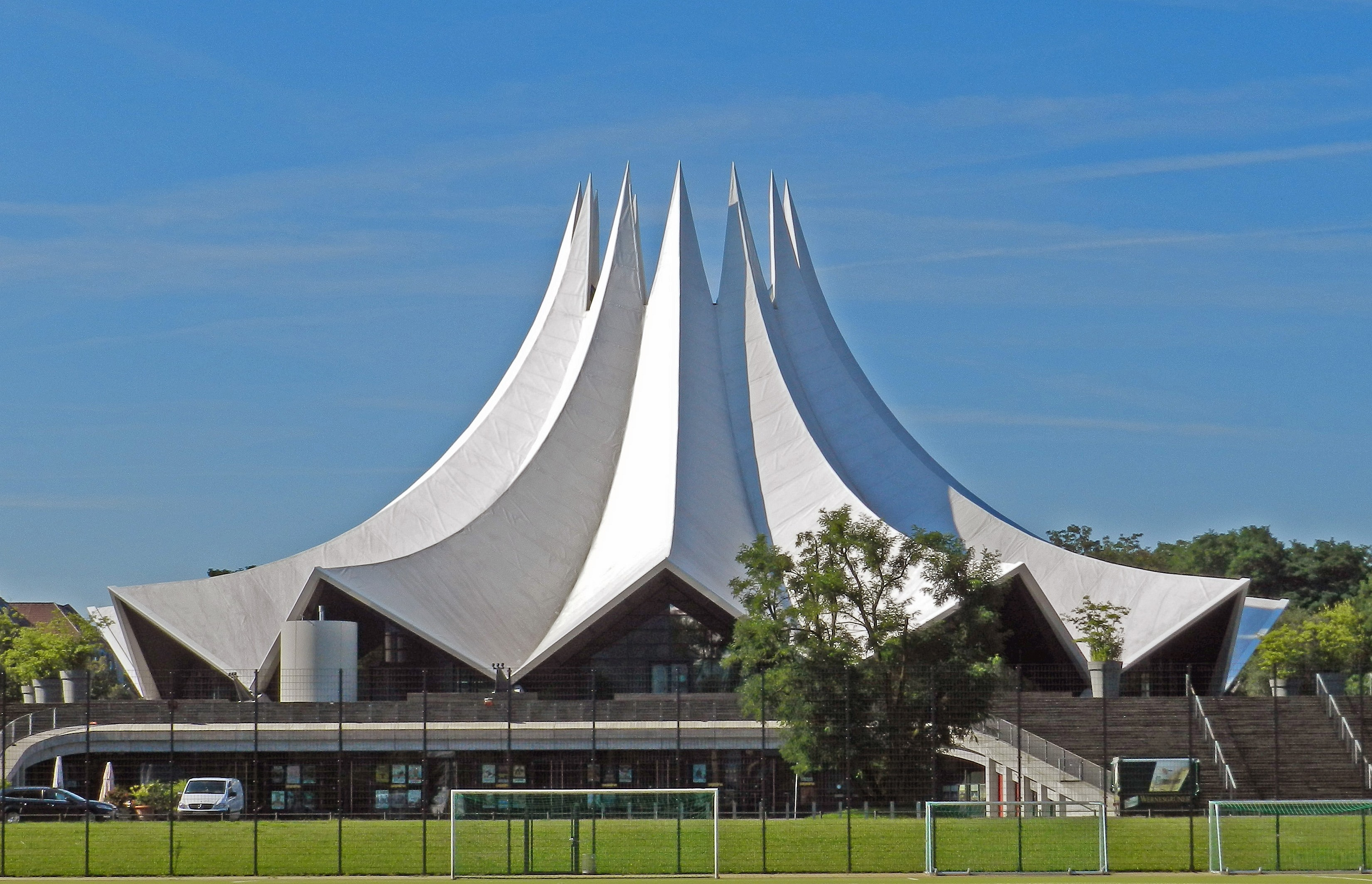
Le Tempodrom, vu de l'extérieur.

Le Tempodrom se trouve dans la Mockernstraße à Berlin-Kreuzberg, sur le site de l'ancienne gare d'Anhalt.
Haut lieu de la culture alternative musicale et théâtrale, le Tempodrom a été inauguré le 1er mai 1980 à Berlin-Ouest, c'était un cirque. Il a changé plusieurs fois de lieu jusqu'à ce que le bureau d'architectes GMP (von Gerkan, Marg et Partner), de Hambourg ne lui construise une sorte de grande tente blanche en béton de 38 m de haut, en 2000-2001. Celle-ci abrite une arène de 3 700 places et une petite salle de 470 places. Elle possède une fonction écologique : elle économise et récupère la chaleur ainsi que l'eau de pluie qu'elle recycle.
La première pierre a été posée le 21 mai 2000 et le théâtre a été inauguré avec la cérémonie de remise des prix du cinéma européen, le 1er décembre 2001.
Dans le complexe du Tempodrom est intégrée la piscine du « Liquidrom » et y sont disputés chaque année depuis 2011 les Masters d'Allemagne de snooker. 